# Contrassegni di dignità
Molti oggetti, oltre al timbro, sono frequentemente rappresentati intorno allo scudo, o accollati sia in palo che in decusse, o affiancati da entrambi i lati, come ornamenti esteriori dello scudo. Si tratta delle insegne di una funzione o dei distintivi di appartenenza ad un ordine di cavalleria o di merito; questi contrassegni sono sempre personali e non familiari, anche quando la funzione è ereditaria.
Nell'araldica italiana i contrassegni di dignità, detti distinzioni di dignità, sostituiscono l'elmo e la corona del timbro, per cui chi li porta deve eliminare dalla sua arma elmo e corona.

## Distinzioni di dignità nel Regno d'Italia (1870-1943)
Nel Regno d'Italia furono adottate con i seguenti provvedimenti:
- Deliberazione della Consulta araldica del Regno d'Italia 4 maggio 1870 "con cui si determina quali debbano essere gli ornamenti esteriori degli stemmi"[3];
- Regio decreto 13 aprile 1905, n. 234  "Regolamento tecnico della Regia consulta araldica"[4], pubblicato sulla Gazzetta ufficiale del Regno d'Italia n. 141 - Supplemento ordinario del 15 giugno 1905, articoli 67-73, modificato con regio decreto  7 giugno 1943, n. 652 "Regolamento per la Consulta araldica del Regno"[5], pubblicato sulla Gazzetta ufficiale del Regno d'Italia n. 170 - Supplemento ordinario del 24 luglio 1943, articoli 120-128;
- Regio decreto annullato dalla sentenza della Corte costituzionale n. 101 del 26 giugno 1967[6];
- Regio decreto abrogato dal decreto legge 25 giugno 2008, n. 112, pubblicato sulla Gazzetta ufficiale della Repubblica Italiana n. 147 - Supplemento ordinario n. 152/L del 25 giugno 2008, convertito dalla Legge 6 agosto 2008, n. 133 del  "Disposizioni urgenti per lo sviluppo economico, la semplificazione, la competitività, la stabilizzazione della finanza pubblica e la perequazione tributaria", pubblicata sulla Gazzetta ufficiale della Repubblica Italiana n. 195 - Supplemento ordinario n. 196 del 21 agosto 2008.

Furono descritte le "distinzioni di dignità", che si riportano nel seguente schema:
| Araldica               | Stato  | Distinzione di dignità          | Carica | Descrizione | Riferimenti normativi                                                                              | Insigniti |
| ---------------------- | ------ | ------------------------------- | --- | --- | -------------------------------------------------------------------------------------------------- | --- |
| Araldica equestre      | Italia |                                 | Cavalieri dell'Ordine Supremo della Santissima Annunziata (1870-1905) | Il manto dei Cavalieri dell'Ordine Supremo è di velluto d'azzurro soppannato di seta bianca, bordato d'oro, la bordatura caricata di nodi di Savoia d'oro. Tutti i manti sono annodati alquanto in alto sopra gli angoli del capo dello scudo con cordoni doro, e muovono dall'elmo del grado che, per le persone aventi diritto ad usare del manto senza avere alcun titolo di nobiltà trasmessibile, sarà quello di nobile sormontato dalla corona corrispondente. | Art. 34 e Art. 36 della Deliberazione della Consulta Araldica del Regno d'Italia del 4 maggio 1870 | - Elenco dei Cavalieri dell'Ordine Supremo della Santissima Annunziata (1821-15-6-1905) |
| Araldica equestre      | Italia |                                 | Cavalieri dell'Ordine Supremo della Santissima Annunziata (1905-oggi) | Possono accollare al loro scudo il manto dell'Ordine che è di velluto amaranto sparso di rose e di fiamme d'oro con galloni d'oro caricati di nodi e di rose di Savoia e colla fodera di teletta d'argento (n.b.: nel disegno è posta solo la corona di Conte a titolo di esempio) | Art. 67 del R.D. 234/1905; Art. 120 del R.D. 652/1943                                              | - Elenco dei Cavalieri dell'Ordine Supremo della Santissima Annunziata (15-6-1905-oggi) |
| Araldica ecclesiastica | Italia | (vedi "Araldica ecclesiastica") | Ecclesiastici (1905-oggi) | Possono usare le insegne tradizionali della loro dignità | Art. 68 del R.D. 234/1905; Art. 121 del R.D. 652/1943                                              | |
| Araldica civica        | Italia |                                 | Ambasciatori di Sua Maestà (1943--1946); Governatori delle Colonie (1943-1946)                                                                                               | Possono accollare il loro scudo a due Fasci Littori, decussati | Art. 122 del R.D. 652/1943                                                                         | - Ambasciatori di Sua Maestà (24-25-7-1943) - Elenco dei Governatori delle Colonie Italiane (24-25-7-1943) |
| Araldica civica        | Italia |                                 | Prefetti delle Provincie (1943-1946) | Possono accollare il loro scudo ad un Fascio Littorio, in palo | Art. 122 del R.D. 652/1943                                                                         | - Provincie del Regno d'Italia |
| Araldica civica        | Italia |                                 | Magistrati Primi Presidenti (1905-1943) | Possono accollare lo scudo con le mazze e colla toga della loro dignità e cimarlo col rispettivo tocco (n.b.: nel disegno sono posti mazze, toga e tocco di Primo Presidente della Corte Suprema di Cassazione a solo titolo di esempio) | Art. 69 del R.D. 234/1905                                                                          | |
| Araldica civica        | Italia |                                 | Primo Presidente della Corte Suprema di Cassazione (1943-1946) | Può accollare lo scudo con le mazze e colla toga della sua dignità e cimarlo col rispettivo tocco | Art. 123 del R.D. 652/1943                                                                         | - Ettore Casati (6-11-1941-14-8-1945) - Giuseppe Pagano (15-9-1945-11-11-1947) |
| Araldica militare      | Italia |                                 | Ufficiali Generali di Terra: Tenenti Generali Comandanti di Corpi d'Armata (1905-1943); Marescialli d'Italia (1943-1947)                                                     | Possono accollare al loro scudo le bandiere nazionali, decussandole in numero di sei | Art. 70 del R.D. 234/1905; Art. 124 del R.D. 652/1943                                              | - Tenenti Generali Comandanti di Corpi d'Armata del Regio Esercito Italiano (1905-1943) - Enrico Caviglia (2-6-1926-22-3-1945) - Pietro Badoglio (25-6-1926-18-1-1947) - Emilio De Bono (16-11-1935-11-1-1944) - Rodolfo Graziani (9-5-1936-18-1-1947) - Ugo Cavallero (1°-7-1942-14-9-1943) - Ettore Bastico (12-8-1942-18-1-1947) - Umberto II d'Italia (29-10-1942-18-1-1947) - Giovanni Messe (12--5-1943-18-1-1947) |
| Araldica militare      | Italia |                                 | Ufficiali Generali di Terra: Tenenti Generali (1905-1943); Generali d'Armata (1943-1946); Generali Designati d'Armata (1943-1946); Comandante Generale della M.V.S.N. (1943) | Possono accollare al loro scudo le bandiere nazionali, decussandole in numero di quattro | Art. 70 del R.D. 234/1905; Art. 124 del R.D. 652/1943                                              | - Tenenti Generali del Regio Esercito Italiano (1905-1943); - Generali d'Armata del Regio Esercito Italiano (1943-1946); - Generali Designati d'Armata del Regio Esercito Italiano (1943-1946); - Comandanti Generali della M.V.S.N. (1943) |
| Araldica militare      | Italia |                                 | Ufficiali Generali di Terra: Maggiori Generali (1905-1943); Generali Comandanti di Corpi d'Armata (1943-1946)                                                                | Possono accollare al loro scudo le bandiere nazionali, decussandole in numero di due | Art. 70 del R.D. 234/1905; Art. 124 del R.D. 652/1943                                              | - Maggiori Generali del Regio Esercito Italiano (1905-1943); - Generali Comandanti di Corpi d'Armata del Regio Esercito Italiano (1943-1946) |
| Araldica militare      | Italia |                                 | Ufficiali Generali di Mare: Vice Ammiragli (1905-1943) | Possono accollare il loro scudo a due ancore decussate | Art. 71 del R.D. 234/1905                                                                          | - Vice Ammiragli della Regia Marina (1905-1943) |
| Araldica militare      | Italia |                                 | Ufficiali Generali di Mare: Contrammiragli (1905-1943) | Possono accollare il loro scudo ad un'ancora | Art. 71 del R.D. 234/1905                                                                          | - Contrammiragli della Regia Marina (1905-1943) |
| Araldica militare      | Italia |                                 | Ufficiali Generali di Mare: Grandi Ammiragli (1943-1946) | Possono accollare il loro scudo a sei ancore | Art. 125 del R.D. 652/1943                                                                         | - Paolo Thaon di Revel (4-11-1924-24-4-1948) |
| Araldica militare      | Italia |                                 | Ufficiali Generali di Mare: Ammiragli d'Armata (1943-1946); Ammiragli Designati d'Armata (1943-1946)                                                                         | Possono accollare il loro scudo a quattro ancore | Art. 125 del R.D. 652/1943                                                                         | |
| Araldica militare      | Italia |                                 | Ufficiali Generali di Mare: Ammiragli di Squadra (1943-1946) | Possono accollare il loro scudo a due ancore | Art. 125 del R.D. 652/1943                                                                         | |
| Araldica militare      | Italia |                                 | Ufficiali Generali della Regia Aeronautica: Marescialli dell'Aria (1943-1946)                                                                                                | Possono accollare il loro scudo a sei voli d'aquile | Art. 126 del R.D. 652/1943                                                                         | non assegnato |
| Araldica militare      | Italia |                                 | Ufficiali Generali della Regia Aeronautica: Generali d'Armata Aerea (1943-1946); Generali Designati d'Armata Aerea (1943-1946)                                               | possono accollare il loro scudo a quattro voli d'aquile | Art. 126 del R.D. 652/1943                                                                         | |
| Araldica militare      | Italia |                                 | Ufficiali Generali della Regia Aeronautica: Generali di Squadra Aerea (1943-1946)                                                                                            | Possono accollare il loro scudo a due voli d'aquile | Art. 126 del R.D. 652/1943                                                                         | |
| Araldica equestre      | Italia |                                 | Decorati di Ordini Equestri (1905-1967); Decorati di Insegne al Valore (1943-1967)                                                                                           | Possono fregiare il loro scudo con le insegne delle loro decorazioni | Art. 72 del R.D. 234/1905; Art. 127 del R.D. 652/1943                                              | |
| Araldica equestre      | Italia |                                 | Cavalieri di Gran Croce decorati del Gran Cordone dell'Ordine dei Santi Maurizio e Lazzaro (1905-1967)                                                                       | Continueranno a cingere lo scudo colla gran fascia verde annodata da più cifre Reali coronate d'oro | Art. 73 del R.D. 234/1905; Art. 127 del R.D. 652/1943                                              | |
| Araldica               | Italia |                                 | Diverse dignità del Regno e dell'Impero (1943-1946) | La Consulta Araldica delibererà, caso per caso, sulle proposte per le insegne da accollarsi agli scudi di spettanza | Art. 128 del R.D. 652/1943                                                                         | |

## Distinzioni militari

### In Francia
- maresciallo: due bastoni di comando passati in decusse accollati allo scudo;
- ammiraglio: due ancore passate in decusse accollate allo scudo.

## Distinzioni religiose

### Nella Chiesa cattolica
- Papa: due chiavi, una d'oro e una d'argento, passate in decusse accollate allo scudo e legate di rosso;
- cardinale: una croce trifogliata, semplice o doppia, posta in palo;
- cardinale camerlengo (in periodo di sede vacante): il gonfalone pontificio, accollato da due chiavi, una d'oro e l'altra d'argento, cima il cappello da cardinale;
- patriarca e primate: una croce doppia trifogliata posta in palo, accollata allo scudo;
- arcivescovo: una croce doppia trifogliata posta in palo o un pastorale posto in palo e rivolto a destra, accollati allo scudo;
- vescovo: una croce semplice trifogliata posta in palo o un pastorale posto in palo e rivolto a destra, accollati allo scudo;
- abate e prelato nullius: pastorale, ornato del sudario, posto in palo e rivolto a sinistra, accollato allo scudo:
- badessa: pastorale posto in palo e rivolto a sinistra, un rosario intorno allo scudo;
- priore: un bastone pastorale con le estremità pomate come un bordone da pellegrino; un rosario intorno allo scudo.

### Nella Chiesa anglicana
- arcivescovo o vescovo: due pastorali passate in decusse accollate allo scudo.

## Distinzioni cavalleresche
Le insegne sono generalmente sostenute da un nastro o da una collana che, in tal caso, sono rappresentate intorno allo scudo o pendenti dal suo lato inferiore. Quando l'insegna è indossata senza alcun elemento di sostegno, è rappresentata appesa al lato inferiore dello scudo.

### In Francia
- Ordine di San Michele: collare, conchiglie d'oro fissate su un cordone intrecciato con un laccio d'amore, da cui pende una medaglia che rappresenta l'arcangelo mentre atterra il diavolo. Nel tempo tale medaglia si è modificata fino ad essere inserita all'interno di una croce patente con le punte pomettate;
- Ordine dello Spirito Santo: collare, il collare alterna gigli, trofei d'armi e iniziali del re fondatore (H o L).;
- Ordine di San Luigi;
- Ordine del Toson d'Oro;

- Ordine della Legion d'Onore.

### Nel Regno Unito di Gran Bretagna e Irlanda settentrionale
- Ordine della Giarrettiera.
- Ordine del Cardo: collare, fiori di cardo e foglie di ruta da cui pende una medaglia che rappresenta sant'Andrea;
- Ordine del Bagno: collare, fiori di rosa, fiori di cardo, trifoglie e corone imperiali, da cui pende una medaglia nella forma d'una croce maltese con leoni (per soldati) o una medaglia ovale (per civili); tutte le due medaglie mostrano tre corone sul fronte e una rosa, un cardo e una trifoglia sul retro;
- Ordine di San Michele e San Giorgio;
- Ordine Reale Vittoriano.

### Ordini religiosi
- Ordine equestre del Santo Sepolcro di Gerusalemme: il Gran Maestro accolla lo scudo alla croce gerosolimitana. I cavalieri circondano lo scudo con il rosario di perle da cui pende l'insegna dell'ordine.

## Esempi di stemmi con contrassegni di dignità
| Araldica                                    | Stato                                                              | Stemma | Titolo nobiliare                                                        | Corona esterna                                                        | Corona interna                            | Mantello (colore)                  | Altri ornamenti esteriori                                            | Ordine                                                                      |
| ------------------------------------------- | ------------------------------------------------------------------ | ------ | ----------------------------------------------------------------------- | --------------------------------------------------------------------- | ----------------------------------------- | ---------------------------------- | -------------------------------------------------------------------- | --------------------------------------------------------------------------- |
|                                             | Spagna Regno d'Aragona Regno di Navarra                            |        | re                                                                      | reale                                                                 | reale                                     | rosso                              |                                                                      | collare dell'Ordine del Toson d'Oro                                         |
|                                             | Granducato di Lussemburgo                                          |        | granduca                                                                | granducale                                                            | granducale                                | rosso                              |                                                                      | collare dell'Ordine del Toson d'Oro                                         |
|                                             | Ducato di Borgogna                                                 |        | duca (sovrano)                                                          | ducale                                                                | ducale                                    | rosso                              |                                                                      | Collare dell'Ordine del Toson d'Oro                                         |
| Araldica ecclesiastica                      | Stato Pontificio; Stato della Città del Vaticano; Chiesa cattolica |        | papa                                                                    | Tiara papale                                                          |                                           |                                    | Chiavi pontifice                                                     |                                                                             |
| Araldica ecclesiastica                      | Stato Pontificio; Stato della Città del Vaticano; Chiesa cattolica |        | cardinale                                                               | galero rosso con 15 nappe per lato: 1, 2, 3, 4, 5                     |                                           |                                    | croce astile doppia                                                  |                                                                             |
| Araldica ecclesiastica                      | Stato Pontificio; Stato della Città del Vaticano; Chiesa cattolica |        | patriarca o primate                                                     | galero verde con 15 nappe per lato: 1, 2, 3, 4, 5                     |                                           |                                    | croce astile doppia                                                  |                                                                             |
| Araldica ecclesiastica                      | Stato Pontificio; Stato della Città del Vaticano; Chiesa cattolica |        | arcivescovo                                                             | galero verde con 10 nappe per lato: 1, 2, 3, 4                        |                                           |                                    | croce astile doppia                                                  |                                                                             |
| Araldica ecclesiastica                      | Stato Pontificio; Stato della Città del Vaticano; Chiesa cattolica |        | vescovo                                                                 | galero verde con 6 nappe per lato: 1, 2, 3                            |                                           |                                    | croce astile                                                         |                                                                             |
| Araldica ecclesiastica                      | Sacro Romano Impero                                                |        | principe-vescovo del Sacro Romano Impero                                | galero verde con 6 nappe per lato: 1, 2, 3                            | tocco da principe del Sacro Romano Impero | rosso                              | croce astile; spada e bastone pastorale decussati                    | collare dell'Ordine del Toson d'Oro                                         |
| Araldica ecclesiastica                      | Sacro Romano Impero                                                |        | principe-arcivescovo del Sacro Romano Impero                            | galero verde con 10 nappe per lato: 1, 2, 3, 4 (qui in numero errato) | tocco da principe del Sacro Romano Impero | rosso                              | croce astile; spada e bastone pastorale decussati                    | collare dell'Ordine del Toson d'Oro                                         |
| Araldica ecclesiastica                      | Sacro Romano Impero                                                |        | principe-abate del Sacro Romano Impero                                  | galero nero con 6 nappe per lato: 1, 2, 3                             | tocco da principe del Sacro Romano Impero | nero                               | bastone pastorale in palo; spada e bastone pastorale decussati       |                                                                             |
| Araldica ecclesiastica                      | Sacro Romano Impero                                                |        | principe-prevosto del Sacro Romano Impero                               | galero nero con 6 nappe per lato: 1, 2, 3                             | tocco da principe del Sacro Romano Impero | nero                               | spada e bastone pastorale decussati                                  |                                                                             |
| Araldica ecclesiastica                      | Stato Pontificio; Stato della Città del Vaticano; Chiesa cattolica |        | abate                                                                   | galero nero con 6 nappe per lato: 1, 2, 3                             |                                           |                                    | bastone pastorale                                                    |                                                                             |
| Araldica ecclesiastica                      | Stato Pontificio; Stato della Città del Vaticano; Chiesa cattolica |        | Badessa                                                                 |                                                                       |                                           |                                    | bastone pastorale; rosario                                           |                                                                             |
| Araldica ecclesiastica                      | Sovrano Militare Ordine di Malta                                   |        | Gran Maestro del Sovrano Militare Ordine di Malta                       | principesca                                                           |                                           | nero seminato di crocette di Malta |                                                                      | collare da Gran Maestro; croce di Malta                                     |
| Araldica ecclesiastica                      | Sovrano Militare Ordine di Malta                                   |        | cavaliere professo                                                      |                                                                       |                                           |                                    |                                                                      | collare e croce dell'Ordine di Malta                                        |
| Araldica ecclesiastica                      | Ordine Teutonico                                                   |        | Gran Maestro dell'Ordine Teutonico                                      | galero nero con 6 nappe bianche per alto: 1, 2, 3                     | mitra                                     |                                    | spada e bastone pastorale decussati                                  |                                                                             |
|                                             | Arciducato d'Austria Impero austriaco                              |        | arciduca                                                                | tocco di arciduca                                                     |                                           | rosso                              |                                                                      | collare dell'Ordine del Toson d'Oro                                         |
|                                             | Sacro Romano Impero                                                |        | Duca del Sacro Romano Impero                                            | tocco di duca del Sacro Romano Impero                                 |                                           | rosso                              |                                                                      | collare dell'Ordine del Toson d'Oro                                         |
|                                             | Sacro Romano Impero                                                |        | principe del Sacro Romano Impero                                        | tocco da principe del Sacro Romano Impero                             |                                           | rosso                              |                                                                      |                                                                             |
|                                             | Sacro Romano Impero                                                |        | principe del Sacro Romano Impero (variante)                             | tocco di principe del Sacro Romano Impero                             |                                           | rosso                              |                                                                      | collare dell'Ordine del Toson d'Oro                                         |
|                                             | Sacro Romano Impero                                                |        | principe del Sacro Romano Impero (variante)                             | tocco di principe del Sacro Romano Impero                             |                                           | rosso                              |                                                                      | collare e croce dell'Ordine di Malta                                        |
|                                             | Sacro Romano Impero                                                |        | principe del Sacro Romano Impero (variante)                             | tocco di principe del Sacro Romano Impero                             |                                           | rosso                              |                                                                      | collare dell'Ordine dello Spirito Santo; collare dell'Ordine di San Michele |
|                                             | Sacro Romano Impero                                                |        | principe del Sacro Romano Impero (variante)                             | tocco di principe del Sacro Romano Impero                             |                                           | rosso                              | bastoni decussati di Maresciallo di Francia                          | collare dell'Ordine dello Spirito Santo; collare dell'Ordine di San Michele |
|                                             | Spagna                                                             |        | Grande di Spagna                                                        | corona di Grande di Spagna                                            |                                           | rosso                              |                                                                      |                                                                             |
|                                             | Spagna                                                             |        | Grande di Spagna (variante)                                             | corona di Grande di Spagna                                            |                                           | rosso                              |                                                                      | collare dell'Ordine del Toson d'Oro                                         |
|                                             | Spagna                                                             |        | Grande di Spagna (variante)                                             | corona di Grande di Spagna                                            |                                           | rosso                              |                                                                      | collare dell'Ordine dello Spirito Santo; collare dell'Ordine di San Michele |
|                                             | Regno di Francia                                                   |        | Duca e pari di Francia                                                  | tocco ducale e di pari                                                |                                           | azzurro                            |                                                                      |                                                                             |
|                                             | Regno di Francia                                                   |        | Duca e pari di Francia (variante)                                       | tocco ducale e di pari                                                |                                           | azzurro                            |                                                                      | collare dell'Ordine dello Spirito Santo; collare dell'Ordine di San Michele |
|                                             | Regno di Francia                                                   |        | Duca e pari di Francia (variante)                                       | tocco ducale e di pari                                                |                                           | azzurro                            |                                                                      | collare e croce dell'Ordine di Malta                                        |
|                                             | Regno di Francia                                                   |        | Duca e pari di Francia (variante)                                       | tocco ducale e di pari                                                |                                           | azzurro                            | insegne di Gran Luparo di Francia                                    | collare dell'Ordine dello Spirito Santo; collare dell'Ordine di San Michele |
| Araldica ecclesiastica                      | Regno di Francia                                                   |        | Duca e pari ecclesiastico di Francia                                    | galero verde con 6 nappe per lato: 1, 2, 3                            | tocco ducale e di pari                    | azzurro                            | croce astile; pastone pastorale in sbarra; mitra                     | fascia eccleiastica dell'Ordine dello Spirito Santo                         |
|                                             | Regno di Francia                                                   |        | Maresciallo di Francia                                                  | tocco ducale e di pari                                                |                                           | azzurro                            | insegne di Maresciallo di Francia (antico)                           | collare dell'Ordine dello Spirito Santo; collare dell'Ordine di San Michele |
|                                             | Regno di Francia                                                   |        | Maresciallo di Francia                                                  | tocco ducale e di pari                                                |                                           | azzurro                            | insegne di Maresciallo di Francia (moderno)                          | collare dell'Ordine di San Michele                                          |
|                                             | Regno di Francia                                                   |        | Maresciallo di Francia                                                  | tocco ducale e di pari                                                |                                           | azzurro                            | insegne di Maresciallo di Francia (moderno)                          | collare dell'Ordine dello Spirito Santo; collare dell'Ordine di San Michele |
|                                             | Regno di Francia                                                   |        | Maresciallo di Francia                                                  | tocco ducale e di pari                                                |                                           | azzurro                            | insegne di Maresciallo di Francia (moderno)                          |                                                                             |
|                                             | Regno di Francia                                                   |        | Maresciallo di Francia, Vice Ammiraglio di Francia                      | tocco ducale e di pari                                                |                                           | azzurro                            | insegne di Maresciallo di Francia e Vice Ammiraglio di Francia       | collare dell'Ordine dello Spirito Santo; collare dell'Ordine di San Michele |
|                                             | Regno di Francia                                                   |        | Maresciallo di Francia, Generale delle Galere di Francia                | tocco ducale e di pari                                                |                                           | azzurro                            | insegne di Maresciallo di Francia e Generale delle Galere di Francia | collare dell'Ordine dello Spirito Santo; collare dell'Ordine di San Michele |
|                                             | Regno di Francia                                                   |        | Maresciallo di Francia, Generale delle Galere di Francia (variante)     | tocco ducale e di pari                                                |                                           | azzurro                            | insegne di Maresciallo di Francia e Generale delle Galere di Francia |                                                                             |
|                                             | Regno di Francia                                                   |        | Generale delle Galere di Francia                                        | tocco ducale e di pari                                                |                                           | azzurro                            | insegne di Generale delle Galere di Francia                          |                                                                             |
| Araldica ecclesiastica                      | Regno di Francia                                                   |        | vescovo, Grand'Elemosiniere di Francia                                  | galero verde con 6 nappe per lato: 1, 2, 3                            | ducale                                    |                                    | croce astile doppia; insegne di Grand'Elemosiniere di Francia        |                                                                             |
| Araldica ecclesiastica                      | Regno di Francia                                                   |        | cardinale, Grand'Elemosiniere di Francia                                | galero rosso con 15 nappe per lato: 1, 2, 3, 4, 5                     | ducale                                    |                                    | croce astile doppia; insegne di Grand'Elemosiniere di Francia        | fascia eccleiastica dell'Ordine dello Spirito Santo                         |
| Araldica ecclesiastica                      | Sacro Romano Impero; Regno di Francia                              |        | principe-vescovo del Sacro Romano Impero, Grand'Elemosiniere di Francia | galero rosso con 15 nappe per lato: 1, 2, 3, 4, 5                     | tocco di principe del Sacro Romano Impero | rosso                              | croce astile doppia; insegne di Grand'Elemosiniere di Francia        | fascia eccleiastica dell'Ordine dello Spirito Santo                         |
| Araldica ecclesiastica                      | Regno di Francia                                                   |        | Duca e pari di Francia, Cardinale, Grand'Elemosiniere di Francia        | galero rosso con 15 nappe per lato: 1, 2, 3, 4, 5                     | tocco ducale e di pari                    | azzurro                            | croce astile doppia; insegne di Grand'Elemosiniere di Francia        | fascia eccleiastica dell'Ordine dello Spirito Santo                         |
| Araldica ecclesiastica                      | Regno di Francia                                                   |        | Conte e pari di Francia, Cardinale, Grand'Elemosiniere di Francia       | galero rosso con 15 nappe per lato: 1, 2, 3, 4, 5                     | tocco ducale e di pari                    | azzurro                            | croce astile doppia; insegne di Grand'Elemosiniere di Francia        | fascia eccleiastica dell'Ordine dello Spirito Santo                         |
| Araldica napoleonica                        | Primo impero francese                                              |        | duca dell'Impero                                                        | tocco di duca dell'Impero                                             |                                           | azzurro, foderato di vaio          |                                                                      |                                                                             |
| Araldica napoleonica                        | Primo impero francese                                              |        | duca dell'Impero (variante)                                             | tocco di duca dell'Impero                                             |                                           | azzurro, foderato di vaio          |                                                                      | insegne dell'Ordine della Legion d'Onore                                    |
| Araldica napoleonica                        | Primo impero francese                                              |        | duca dell'Impero (variante)                                             | tocco di duca dell'Impero                                             |                                           | azzurro, foderato di vaio          |                                                                      | insegne di Gran Croce dell' Ordine della Riunione                           |
| Araldica napoleonica                        | Primo impero francese                                              |        | duca dell'Impero, Maresciallo dell'Impero (variante)                    | tocco di duca dell'Impero                                             |                                           | azzurro, foderato di vaio          | insegne di Maresciallo dell'Impero                                   | insegne dell'Ordine della Legion d'Onore                                    |
| Araldica napoleonica Araldica ecclesiastica | Primo impero francese                                              |        | conte-arcivescovo dell'Impero                                           | galero verde con 10 nappe per lato: 1, 2, 3, 4                        | tocco da conte dell'Impero                |                                    | croce astile doppia                                                  |                                                                             |
| Araldica napoleonica                        | Primo impero francese                                              |        | conte dell'Impero                                                       | tocco da conte dell'Impero                                            |                                           | azzurro                            |                                                                      |                                                                             |
| Araldica napoleonica                        | Primo impero francese                                              |        | conte dell'Impero, Maresciallo dell'Impero (variante)                   | tocco da conte dell'Impero                                            |                                           | azzurro                            | insegne di Maresciallo dell'Impero                                   | insegne dell'Ordine della Legion d'Onore                                    |
| Araldica napoleonica                        | Primo impero francese                                              |        | conte dell'Impero (variante)                                            | tocco da conte dell'Impero                                            |                                           | azzurro                            |                                                                      | insegne dell'Ordine della Legion d'Onore                                    |
| Araldica napoleonica                        | Primo impero francese                                              |        | conte dell'Impero (variante)                                            | tocco da conte dell'Impero                                            |                                           | azzurro                            |                                                                      | insegne di Grand'Ufficiale dell'Ordine della Legion d'Onore                 |
| Araldica napoleonica                        | Primo impero francese                                              |        | conte dell'Impero (variante)                                            | tocco da conte dell'Impero                                            |                                           | azzurro                            |                                                                      | insegne di Commendatore dell'Ordine della Legion d'Onore                    |
| Araldica napoleonica                        | Primo impero francese                                              |        | conte dell'Impero (variante)                                            | tocco da conte dell'Impero                                            |                                           | azzurro                            |                                                                      | insegne di Ufficiale dell'Ordine della Legion d'Onore                       |
| Araldica napoleonica                        | Primo impero francese                                              |        | conte dell'Impero (variante)                                            | tocco da conte dell'Impero                                            |                                           | azzurro                            |                                                                      | insegne di Cavaliere dell'Ordine della Legion d'Onore                       |